# Município de Fallsbury (condado de Licking, Ohio)
Localização do Ohio nos E.U.A.
O município de Fallsbury (em inglês: Fallsbury Township) é um município localizado no condado de Licking no estado estadounidense de Ohio. No ano de 2010 tinha uma população de 981 habitantes e uma densidade populacional de 15,24 pessoas por km².

## Geografia
O município de Fallsbury encontra-se localizado nas coordenadas 40° 12′ 30″ N, 82° 14′ 13″ O. Segundo o Departamento do Censo dos Estados Unidos, o município tem uma superfície total de 64.39 km², da qual 64,31 km² correspondem a terra firme e (0,12 %) 0,08 km² é água.

## Demografia
Segundo o censo de 2010, tinha 981 pessoas residindo no município de Fallsbury. A densidade populacional era de 15,24 hab./km².